# 长芒扁雀麦
長芒扁雀麥（学名：Bromus carinatus），又名显脊雀麦，为禾本科雀麦属下的一个种。主要分布于欧洲西北部和北美。該植物高度為40至50厘米，无毛。叶片长20-30厘米，宽5-10毫米。
其种加词“carinatus”意为“龙骨状的”。